# Нові Булбочі
Нові Булбочі (рум. Bulbocii Noi) — село в Молдові у Сороцькому районі. Входить до складу комуни Булбочі.
| Молдова | Це незавершена стаття з географії Молдови. Ви можете допомогти проєкту, виправивши або дописавши її. |